# Зіткнення зір
Зіткнення зір — це процес, за якого дві зорі наближаються одна до одної і зливаються в один об'єкт більшого розміру під дією сили тяжіння. За прогнозами астрономів, такі події відбуваються в кулястих скупченнях нашої Галактики приблизно раз на 10 тис. років. Лише нещодавно вчені могли спостерігати зіткнення зір. Серія зоряних зіткнень всередині густого скупчення за короткий період може призвести до виникнення чорної діри.

## Астрономічні об'єкти, які беруть участь у зіткненнях
Будь-яка зоря у Всесвіті може зіткнутися з іншою зорею, незалежно від того, чи вона ще «жива» (процеси синтезу все ще відбуваються в ядрі), чи вже мертва (процеси синтезу вже вичерпали себе). Такими об'єктами можуть бути: білі карлики, нейтронні зорі, чорні діри, зорі головної послідовності, зорі-гіганти і надгіганти. Різниця в типах зір, їхній масі, температурі та радіусі призводить до зіткнень або зливань різних типів.

## Типи зоряних зіткнень і зливань

### Наднова типу 1A
Білі карлики — це залишки зір малої маси. Якщо білий карлик входить до складу подвійної зоряної системи, то внаслідок акреції він може перетягувати на себе речовину із зорі-супутника (це може бути як червоний гігант, так і зоря головної послідовності). У певний момент маса білого карлика може перевищити межу Чандрасекара, що спричиняє його гравітаційний колапс та подальший вибух наднової типу Ia.
Коли два білих карлики обертаються один навколо одного на близьких орбітах, то емісія гравітаційних хвиль змушує зорі наближатись одна до одної по спіралі. Якщо під час їх злиття сумарна маса перевищує межу Чандрасекара, то ні тепловий тиск, ні навіть тиск виродженого електронного газу не в змозі врівноважити гравітацію: відбувається гравітаційний колапс. Він призводить до збільшення густини та температури в надрах і початку ядерних реакцій горіння вуглецю, внаслідок чого температура підвищується ще більше. Підвищення температури прискорює перебіг ядерних реакцій, але не призводить до збільшення тиску й розширення зорі, оскільки речовина в білих карликах перебуває у виродженому стані. Процес набуває ланцюгового характеру. розгінна реакція ядерного синтезу швидко нагріває внутрішню частину комбінованої зорі, а це призводить до вибуху наднової. Протягом кількох секунд уся речовина білого карлика розлітається навсібіч.

### Зіткнення нейтронних зір
Зіткнення нейтронних зір відбувається за сценарієм, що нагадує зіткнення білих карликів. Коли дві нейтронні зорі обертаються одна навколо одної, вони починають наближатись одна до одної по спіралі. Якщо їхня спільна маса перевищує межу Оппенгеймера — Волкова, то таке зіткнення призводить до утворення чорної діри. Протягом 1—2 тисячних долі секунди виникає магнітне поле, яке в трильйони разів перевищує магнітне поле Землі. Астрономи припускають, що саме ця подія призводить до виникнення гамма-спалахів певного типу.

## Відкриття
Уже кілька поколінь астрономів розробляють теорію зоряних зіткнень. Однак лише розвиток технологій довів справедливість цієї теорії. 1764 року астроном Шарль Мессьє відкрив зоряне скупчення, яке нині має назву Мессьє 30. У XX столітті астрономи прийшли до висновку, що вік цього скупчення становить близько 13 мільярдів років. За допомогою телескопа Габбл вдалося побачити окремі його зорі. За допомогою нової технології астрономи виявили, що деякі зорі, відомі під назвою «блакитні приблуди», мають набагато менший вік, ніж інші зорі всередині скупчення. Тоді астрономи висунули гіпотезу, що ці зорі якраз і є результатом зіткнення або злиття зір, що дало їм додаткову речовину для продовження ядерного синтезу, тоді як навколишні зорі вже вичерпали цю речовину.

## Ризик зоряного зіткнення для Сонячної системи
Хоча в деяких частинах галактики зіткнення зір трапляються досить часто, ймовірність участі Сонця в цій події дуже мала. Розрахунок показує, що зіткнення Сонця з іншою зорею може трапитися раз на 1025 років. Для порівняння, вік Всесвіту становить порядку 109 років. Ймовірність наближення інших зір до сонця також невелика. Період часу можна визначити за формулою:
N ~ 4.2 · D2 Myr−1
де N — число випадків упродовж мільйона років, коли інша зоря наближається на відстань D від Сонця, що виражена в парсеках. Для порівняння: середній радіус земної орбіти, 1 АО, становить 4,82 × 10−6 парсек.
Попри малу ймовірність безпосередньої участі Сонця в такій події, Земля може постраждати, якщо таке зіткнення відбудеться «неподалік». За словами астрономів, якщо зіткнення зір відбудеться в межах 100 світлових років від Землі, то це її знищить. Однак на такій відстані від Землі немає жодного зоряного скупчення.